# Lindauer Allee
Lindauer Allee – stacja metra w Berlinie na linii U8, w dzielnicy Reinickendorf, w okręgu administracyjnym Reinickendorf. Stacja została otwarta w 1994.